# Charles Geschke
Charles Matthew Geschke (Cleveland, 11 settembre 1939 – Los Altos, 16 aprile 2021) è stato un imprenditore e informatico statunitense, noto per aver fondato la società di software di grafica ed editoria Adobe Inc. insieme a John Warnock nel 1982.

## Biografia
Charles Matthew Geschke  ha frequentato il Saint Ignatius High School.
Nel 1962 ha conseguito un Artium Baccalaureatus (AB) in studi classici e un Master of Science (MS) in matematica nel 1963, entrambi presso la Xavier University. Ha insegnato matematica alla John Carrol University dal 1963 al 1968.  Nel 1972, ha completato i suoi studi di dottorato in computer science presso la Carnegie Mellon University sotto la guida di William Wulf. È stato coautore del libro di Wulf del 1975 The Design of an Optimizing Compiler.

## Carriera
Geschke ha iniziato a lavorare presso il Palo Alto Research Center (PARC) di Xerox Corporation nell'ottobre 1972. Il suo primo progetto è stato quello di costruire un computer mainframe. In seguito, ha lavorato su linguaggi di programmazione e ha sviluppato strumenti che sono stati utilizzati per costruire la workstation Xerox Star.
Nel 1978, ha avviato al PARC il laboratorio di scienze dell'imaging, conducendo ricerche nei settori della grafica, dell'ottica e dell'elaborazione delle immagini. Ha assunto John Warnock con il quale ha sviluppato Interpress, un linguaggio di descrizione di pagina (PDL) che poteva descrivere forme complesse come i caratteri tipografici. Non riuscendo a convincere la direzione di Xerox Corporation del valore commerciale di Interpress, i due hanno lasciato Xerox per avviare la propria azienda.

### Adobe
Geschke e Warnock hanno fondato Adobe nel garage di Warnock nel 1982, nominando la società come il fiume Adobe Creek che correva dietro la casa di Warnock. Interpress alla fine si è evoluto in PostScript. Il suo utilizzo su computer Apple ha portato a uno dei primi sistemi di desktop publishing (DTP) che ha permesso agli utenti di comporre documenti su un personal computer e vederli sullo schermo esattamente come sarebbero visualizzati in stampa, un processo noto come WYSIWYG (l'acronimo di "What You See Is What You Get"). In precedenza, i grafici erano stati costretti a visualizzare il loro lavoro mentre lo stavano eseguendo, solo in formato testo, fino a quando non stampavano o premevano "anteprima di stampa". A causa dell'elevata qualità e velocità con cui la stampa e la composizione potevano essere eseguite in WYSIWYG, l'innovazione "ha generato un intero settore" nella stampa e nell'editoria moderna.
Dal dicembre 1986 al luglio 1994, Geschke è stato Chief Operating Officer di Adobe e dall'aprile 1989 all'aprile 2000 è stato presidente della società, posizione dalla quale si è ritirato nel 2000, poco prima che il suo partner Warnock lasciasse la carica di Chief Executive Officer (CEO). Geschke è stato anche co-presidente del consiglio di amministrazione di Adobe dal settembre 1997 al 2017.
Adobe è stata menzionata in Forbes 400 Best Big Companies nel 2009 ed è stata classificata al 1.069 esimo posto nell'elenco Forbes Global 2000 nel 2010.

## Rapimento del 1992
La mattina del 26 maggio 1992, mentre Geschke stava arrivando al lavoro a Mountain View, è stato rapito da due uomini - Mouhannad Albukhari, di 26 anni di San Jose, and Jack Sayeh, anni 25 di Campbell - dal parcheggio di Adobe, sotto la minaccia di una pistola. Un portavoce dell'FBI ha riferito che l'agenzia aveva monitorato le telefonate che i rapitori avevano fatto alla moglie di Geschke, mentre chiedeva un riscatto. Il portavoce ha aggiunto che Albukhari era stato arrestato dopo aver raccolto il riscatto di 650.000 dollari che la figlia di Geschke aveva lasciato in un punto di consegna. Dopo essere stato trattenuto per quattro giorni, Geschke è stato rilasciato illeso, sebbene ha affermato di essere stato incatenato. I due rapitori sono stati infine condannati all'ergastolo, pena da scontare in una prigione di stato.

## Premi e riconoscimenti
- Nel 1999, Charles Geschke è stato inserito come membro dell'Association for Computing Machinery (ACM).[13]
- Nel 2002, è stato nominato Fellow del Computer History Museum per "i suoi successi nella commercializzazione del desktop publishing con John Warnock e per le innovazioni in caratteri scalabili, computer grafica e stampa".[6]
- Nell'ottobre 2006, Geschke, insieme al cofondatore John Warnock, ha ricevuto l'annuale AeA Medal of Achievement, i primi dirigenti di aziende di software a ricevere questo premio.[14]
- Computer Entrepreneur Award dalla IEEE Computer Society (2008).
- National Medal of Technology and Innovation 2008, assegnata dal presidente Barack Obama.[10][15]
- Il 15 ottobre 2010 la Marconi Society ha co-assegnato a Geschke e Warnock il Premio Marconi.[16]
- Domenica 20 maggio 2012, Geschke ha tenuto il discorso di apertura alla John Carroll University di University Heights, Ohio, dove era stato professore di matematica all'inizio della sua carriera e gli è stato conferito un dottorato onorario in lettere umanistiche.[17]